# Phytomyptera peruviana
Phytomyptera peruviana là một loài ruồi trong họ Tachinidae.